# Yvignac-la-Tour
Yvignac-la-Tour [iviɲak la tuʁ]  est une commune française située dans le département des Côtes-d'Armor, en région Bretagne.
Ses habitants sont appelés les Yvignacais.

## Géographie
La commune d'Yvignac-la-Tour fait partie du canton de Broons, et donc de l'arrondissement de Dinan, du département des Côtes-d'Armor et de la région Bretagne. Elle fait également partie de Dinan Agglomération.
Les communes les plus proches sont : Plumaudan (4 km) ; Languédias (5 km) ; Trédias (5 km) ; Brusvily (6 km) ; Mégrit (6 km) ; Trébédan (6 km) ; Trémeur (6 km) ; Broons (7 km) ; Caulnes (7 km) ; Guenroc (8 km) ; Guitté (8 km) ; Saint Maden (8 km) ; Bobital (9 km) ; La Chapelle-Blanche (9 km) ; Le Hinglé (9 km) ; Saint-Jouan-de-l'Isle (9 km).
Les autres communes du canton sont plus éloignées encore : Sévignac (12 km) ; Lanrelas (14 km) ; Éréac (15 km) ; Rouillac (15 km).
Les communes limitrophes sont Broons, Brusvily, Caulnes, Languédias, Plumaudan, Trébédan et Trédias.
| Languédias | Trébédan        | Brusvily  |
| Trédias    | Yvignac-la-Tour | Plumaudan |
| Broons     |                 | Caulnes   |

### Hydrographie
Pour un article plus général, voir Réseau hydrographique des Côtes-d'Armor.
La commune est située dans le bassin Loire-Bretagne. Elle est drainée par le Frémeur et le Kerneuf,,.
Le Frémeur, d'une longueur de 20 km, prend sa source dans la commune de Plumaugat et se jette  dans la Rance à Caulnes, après avoir traversé cinq communes. 

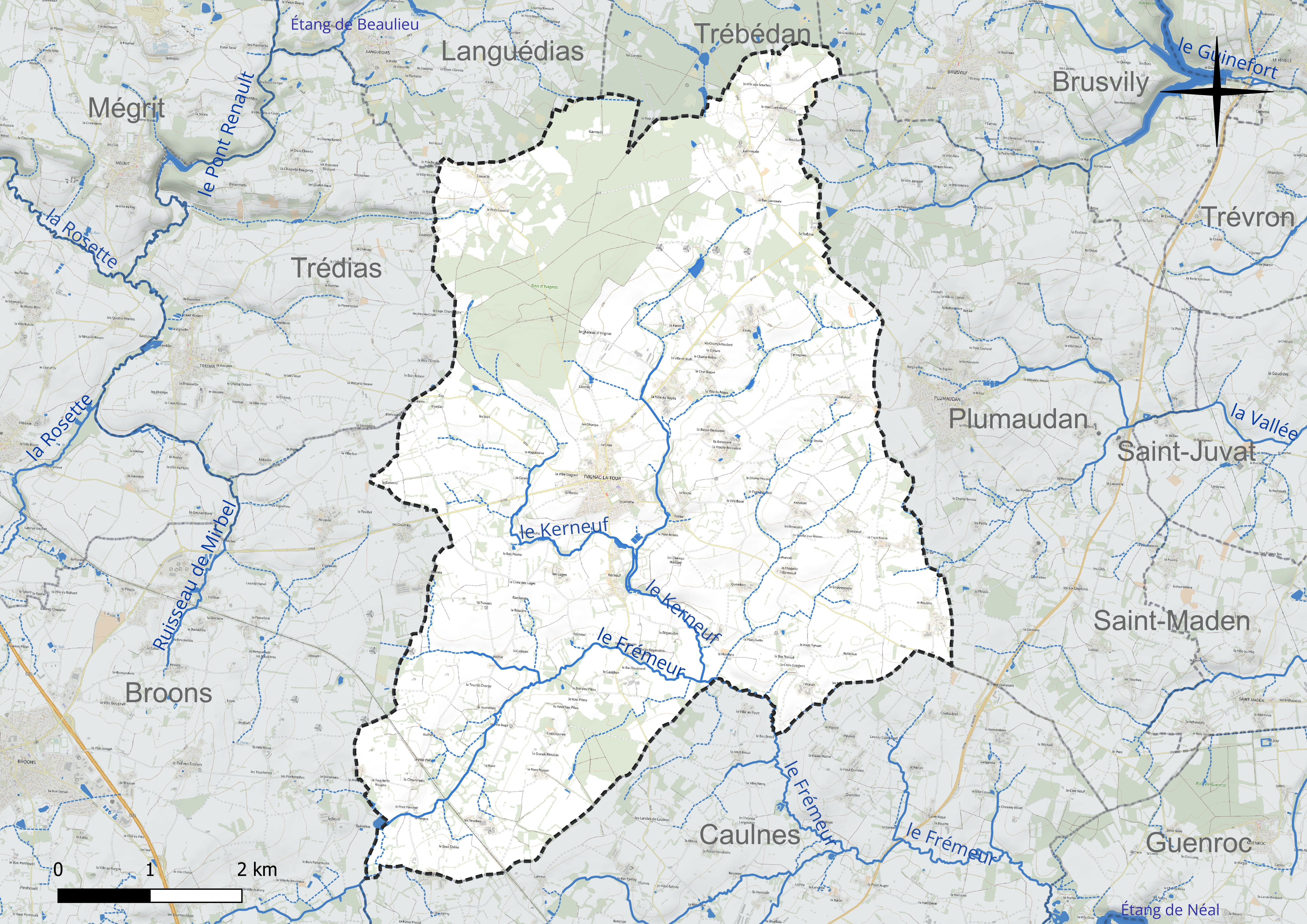
Réseau hydrographique d'Yvignac-la-Tour.

### Climat
Pour des articles plus généraux, voir Climat de la Bretagne et Climat des Côtes-d'Armor.
En 2010, le climat de la commune est de type climat océanique franc, selon une étude du Centre national de la recherche scientifique s'appuyant sur une série de données couvrant la période 1971-2000. En 2020, Météo-France publie une typologie des climats de la France métropolitaine dans laquelle la commune est exposée à un climat océanique et est dans la région climatique  Bretagne orientale et méridionale, Pays nantais, Vendée, caractérisée par une faible pluviométrie en été et une bonne insolation. Parallèlement l'observatoire de l'environnement en Bretagne publie en 2020 un zonage climatique de la région Bretagne, s'appuyant sur des données de Météo-France de 2009. La commune est, selon ce zonage, dans la zone « Intérieur Est », avec des hivers frais, des étés chauds et des pluies modérées).  
Pour la période 1971-2000, la température annuelle moyenne est de 11,3 °C, avec une amplitude thermique annuelle de 11,8 °C. Le cumul annuel moyen de précipitations est de 749 mm, avec 12,6 jours de précipitations en janvier et 6,3 jours en juillet. Pour la période 1991-2020, la température moyenne annuelle observée sur la station météorologique la plus proche, située sur la commune du Quiou à 13 km à vol d'oiseau, est de 11,6 °C et le cumul annuel moyen de précipitations est de 757,4 mm,. Pour l'avenir, les paramètres climatiques de la commune estimés pour 2050 selon différents scénarios d'émission de gaz à effet de serre sont consultables sur un site dédié publié par Météo-France en novembre 2022.

## Urbanisme

### Typologie
Au 1er janvier 2024, Yvignac-la-Tour est catégorisée commune rurale à habitat dispersé, selon la nouvelle grille communale de densité à 7 niveaux définie par l'Insee en 2022.
Elle est située hors unité urbaine et hors attraction des villes,.

### Occupation des sols
L'occupation des sols de la commune, telle qu'elle ressort de la base de données européenne d’occupation biophysique des sols Corine Land Cover (CLC), est marquée par l'importance des territoires agricoles (83,3 % en 2018), une proportion sensiblement équivalente à celle de 1990 (83,6 %). La répartition détaillée en 2018 est la suivante : 
terres arables (52,1 %), zones agricoles hétérogènes (23,9 %), forêts (15,3 %), prairies (7,3 %), zones urbanisées (1,4 %). L'évolution de l’occupation des sols de la commune et de ses infrastructures peut être observée sur les différentes représentations cartographiques du territoire : la carte de Cassini (XVIIIe siècle), la carte d'état-major (1820-1866) et les cartes ou photos aériennes de l'IGN pour la période actuelle (1950 à aujourd'hui).

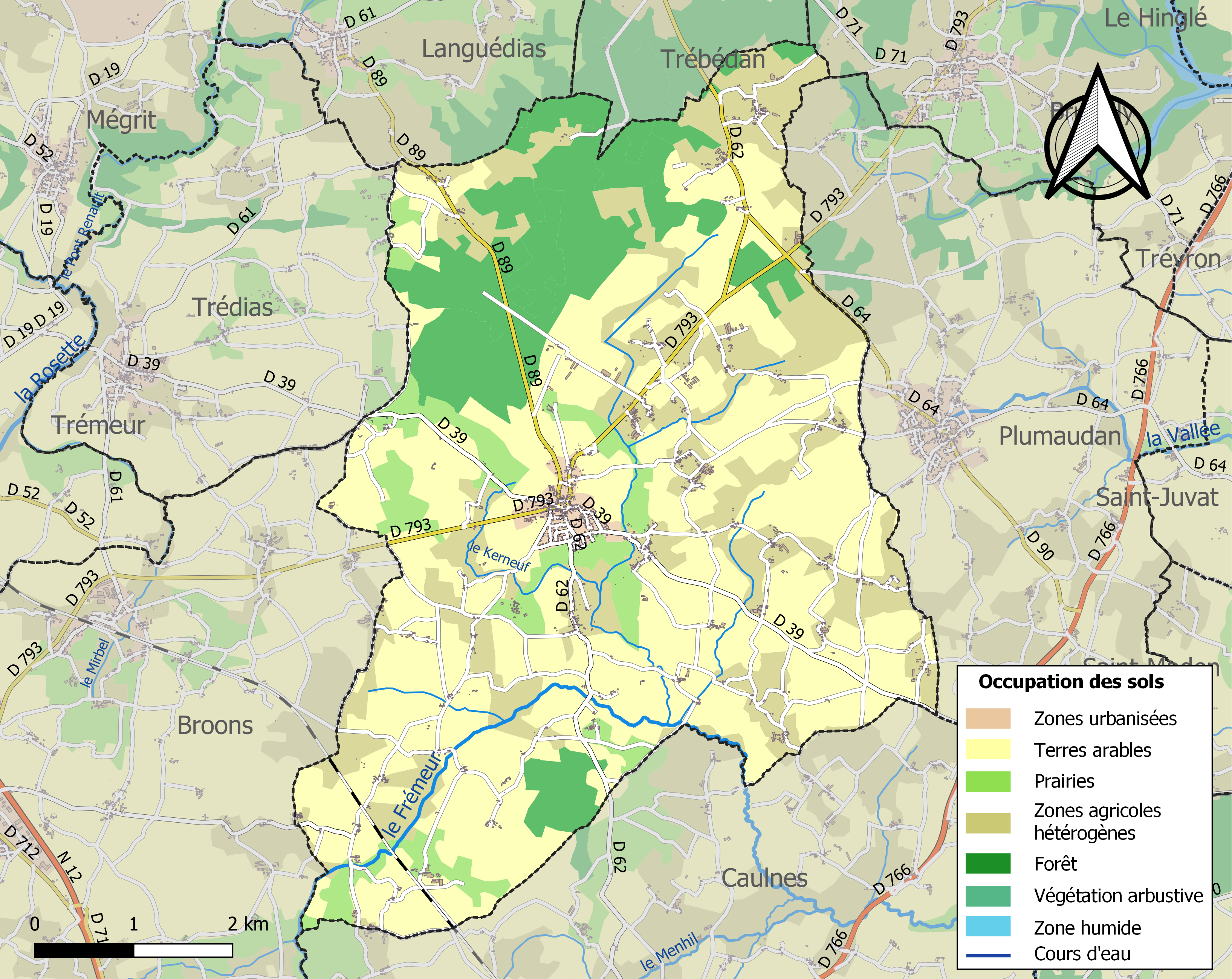
Carte des infrastructures et de l'occupation des sols de la commune en 2018 (CLC).

## Toponymie
Le nom de la localité est attesté sous les formes Ilfignac au XIIe siècle ou XIIIe siècle, Ivignac en 1187, Yvignac en 1269, Evignac en 1480, Evignac et Iugnac au XVIe siècle, Eyvignac en 1779.
Le nom de la localité en gallo a été retranscrite sous la forme Yvinya.

## Histoire

### Moyen Âge
Le bailliage des « Touches » appartenait aux seigneurs-abbés de l'abbaye Notre-Dame du Tronchet,.

### XXesiècle

#### Guerres duXXesiècle
Le monument aux morts porte les noms de 119 soldats morts pour la Patrie :
- 103 sont morts durant la Première Guerre mondiale ;
- 15 sont morts durant la Seconde Guerre mondiale ;
- 1 est mort durant la guerre d'Algérie.

## Administration municipale
Avant le décret du 21 décembre 1999, la commune s'appelait Yvignac. La ville a changé de nom à cause de son assimilation fréquente avec la ville d'Yffiniac, située à 40 km entre Lamballe et Saint-Brieuc (Côtes-d'Armor).

## Démographie
L'évolution du nombre d'habitants est connue à travers les recensements de la population effectués dans la commune depuis 1793. Pour les communes de moins de 10 000 habitants, une enquête de recensement portant sur toute la population est réalisée tous les cinq ans, les populations de référence des années intermédiaires étant quant à elles estimées par interpolation ou extrapolation. Pour la commune, le premier recensement exhaustif entrant dans le cadre du nouveau dispositif a été réalisé en 2004.

En 2022, la commune comptait 1 106 habitants, en évolution de −6,59 % par rapport à 2016 (Côtes-d'Armor : +1,78 %, France hors Mayotte : +2,11 %).
| 1793  | 1800  | 1806  | 1821  | 1831  | 1836  | 1841  | 1846  | 1851  |
| ----- | ----- | ----- | ----- | ----- | ----- | ----- | ----- | ----- |
| 1 751 | 1 747 | 1 746 | 1 765 | 1 784 | 1 823 | 1 822 | 1 891 | 1 629 |

| 1856  | 1861  | 1866  | 1872  | 1876  | 1881  | 1886  | 1891  | 1896  |
| ----- | ----- | ----- | ----- | ----- | ----- | ----- | ----- | ----- |
| 1 907 | 2 007 | 2 087 | 2 084 | 2 129 | 2 120 | 2 155 | 2 044 | 2 046 |

| 1901  | 1906  | 1911  | 1921  | 1926  | 1931  | 1936  | 1946  | 1954  |
| ----- | ----- | ----- | ----- | ----- | ----- | ----- | ----- | ----- |
| 2 062 | 1 960 | 1 954 | 1 731 | 1 742 | 1 685 | 1 632 | 1 579 | 1 422 |

| 1962  | 1968  | 1975  | 1982  | 1990  | 1999  | 2004  | 2006  | 2009  |
| ----- | ----- | ----- | ----- | ----- | ----- | ----- | ----- | ----- |
| 1 367 | 1 326 | 1 167 | 1 146 | 1 065 | 1 091 | 1 118 | 1 124 | 1 191 |

| 2014  | 2019  | 2022  | - | - | - | - | - | - |
| ----- | ----- | ----- | - | - | - | - | - | - |
| 1 180 | 1 129 | 1 106 | - | - | - | - | - | - |

## Armoiries
| Blason d'Yvignac-la-Tour | - Description : D'argent aux deux fasces de sable. |

## Lieux et monuments
La commune compte quatre monuments historiques :
- le manoir de Garouët, inscrit par arrêté du 20 mai 1930[26] ;
- l'église Saint-Malo, classée par liste de 1889[27] ;
- l'ancienne commanderie du temple de la Nouée[28],[29], inscrite par arrêté du 7 décembre 1976[30], est un ancien établissement templier fondé à la suite d'une aumône confirmée par une charte du duc Conan IV en 1182. Elle passe dans les mains des Hospitaliers en 1313. De l'ancien domaine subsiste une partie de l'ancien manoir dit des Salles, datant principalement du XVIIe siècle, et la chapelle. La chapelle du XIIe siècle est formée d’une nef unique ruinée, d’un avant-chœur avec porte en arc brisé au nord s'achevant par une abside semi-circulaire. Celle-ci est éclairée par trois fenêtres, la baie axiale ayant conservé ses dispositions romanes. Le chœur est couvert de charpente et est fermé par un mur-pignon percé d’une porte en plein cintre. La clôture du cimetière, mise à jour en 1981 lors de fouille, est visible au sud de la nef et autour de l'abside[31] ;
- le château d'Yvignac, inscrit par arrêté du 9 octobre 1964[32].

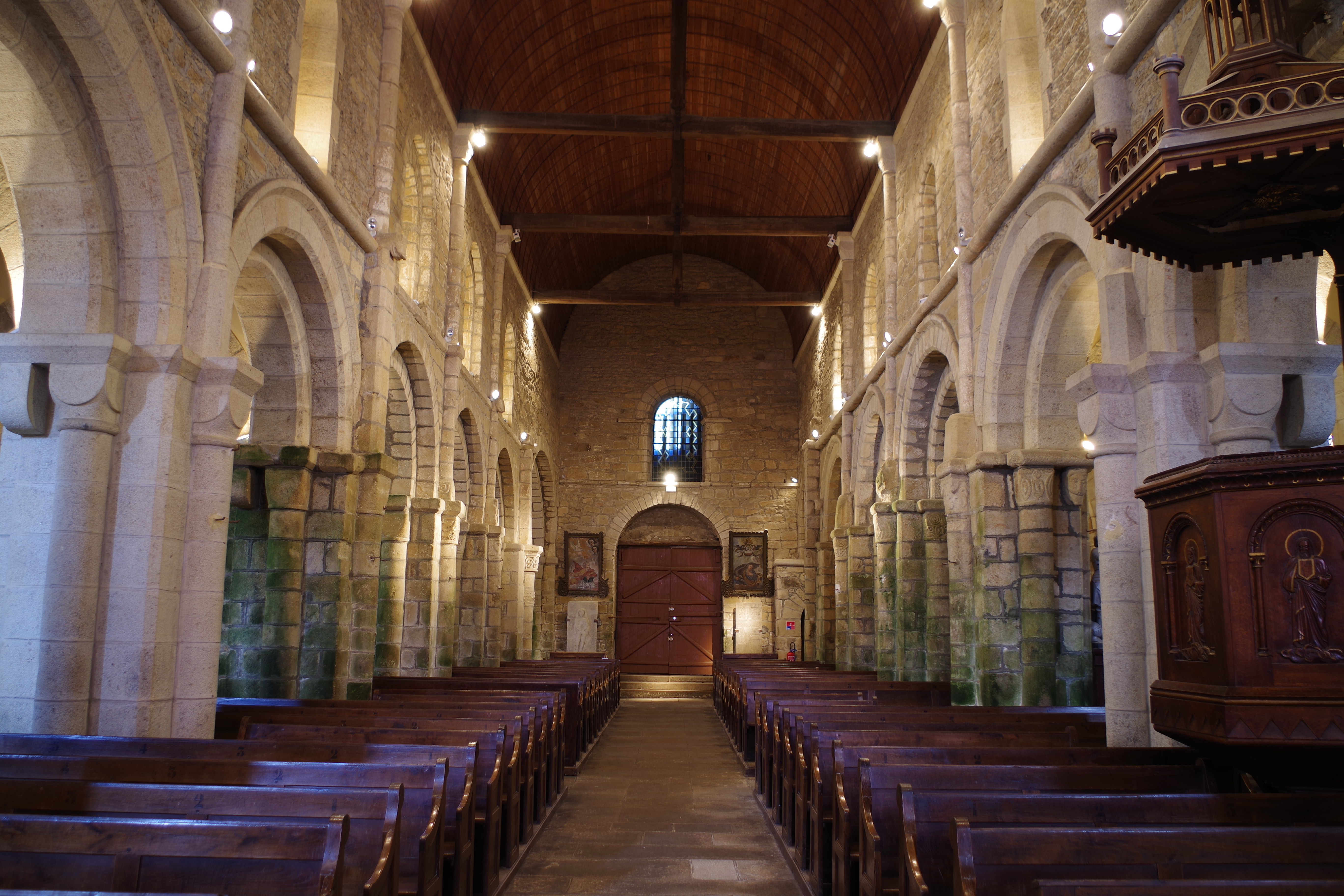
Nef romane de l'église.
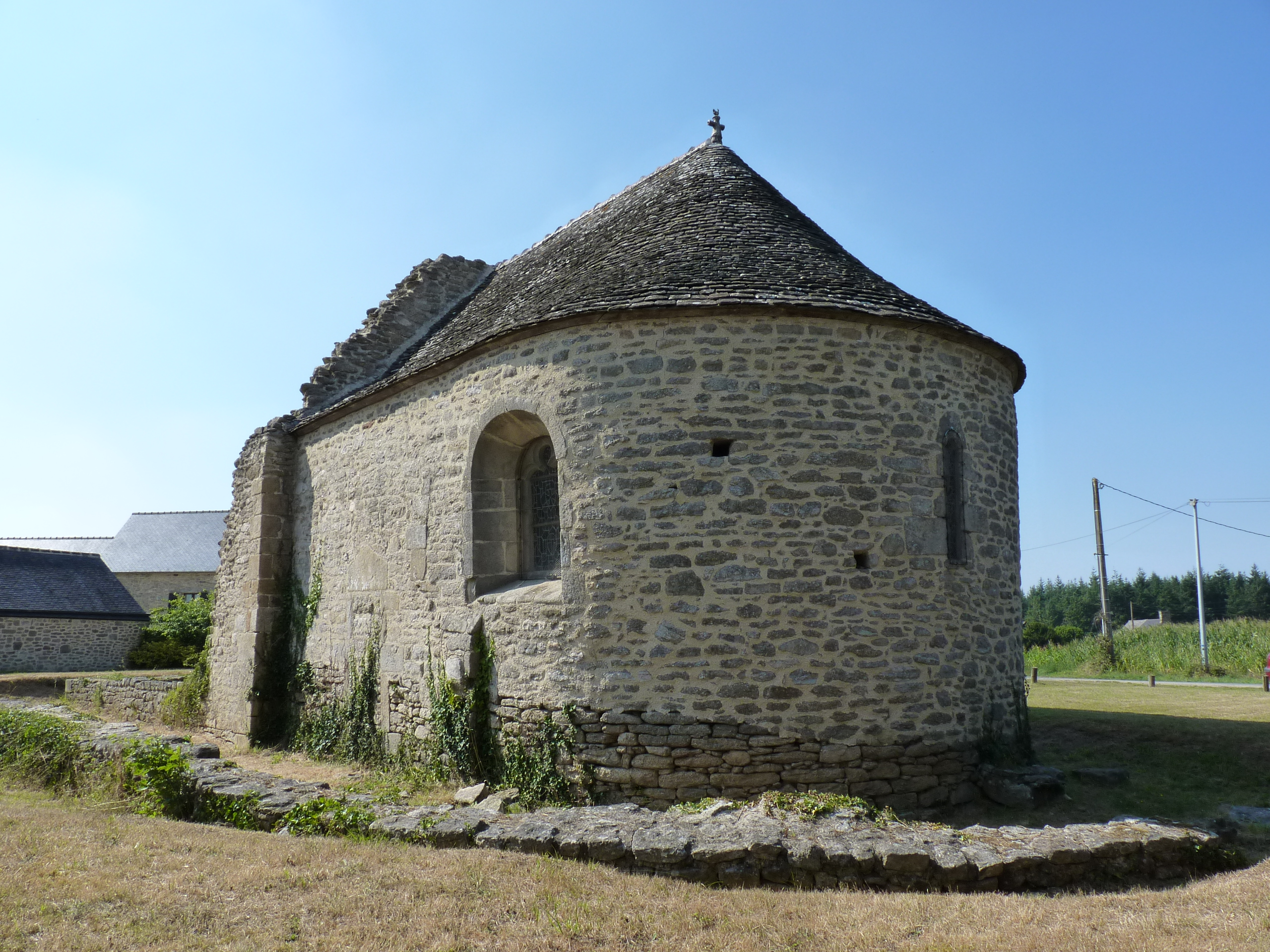
Ancienne commanderie du Temple de la Nouée.
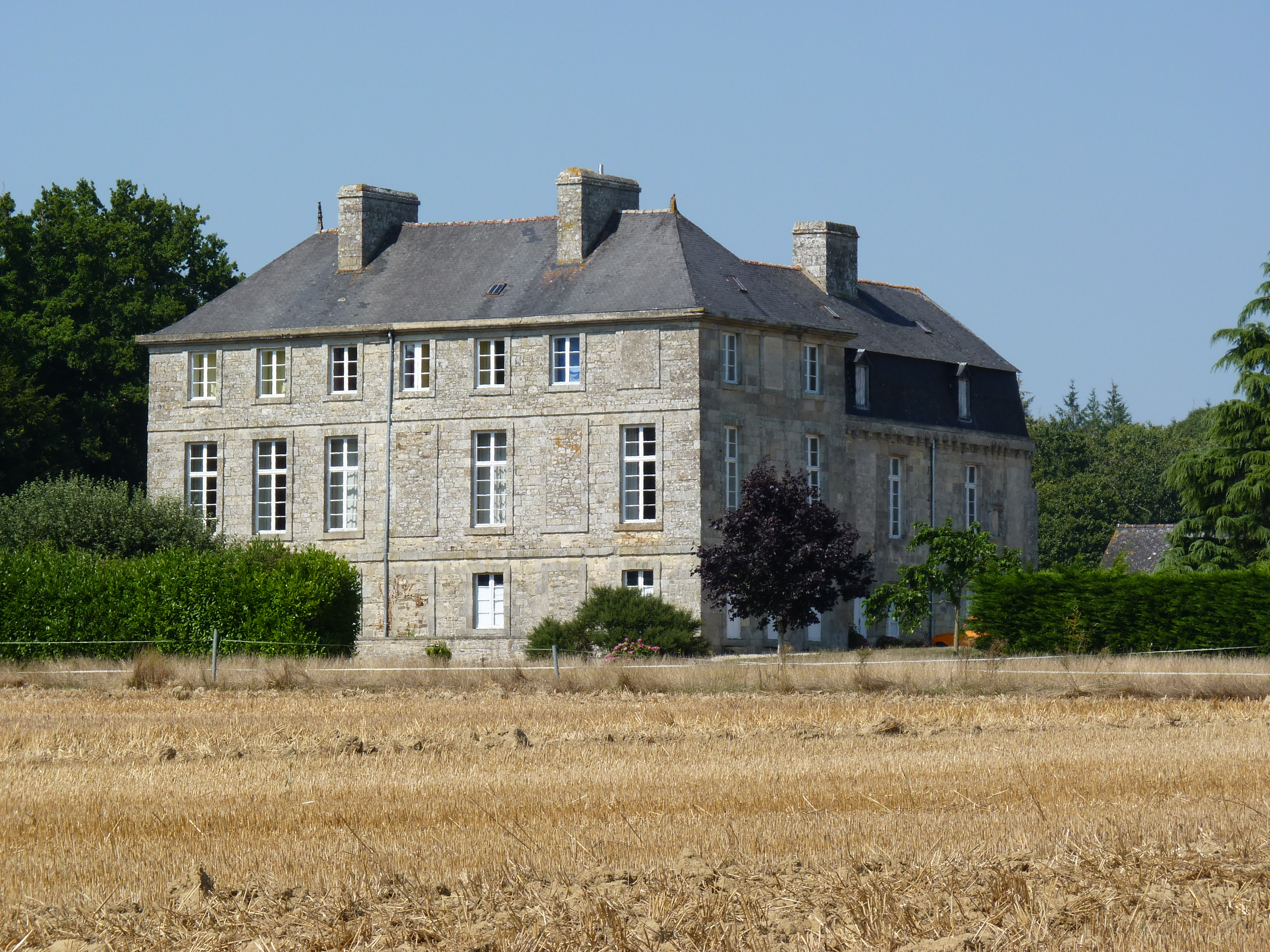
Le château d'Yvignac.
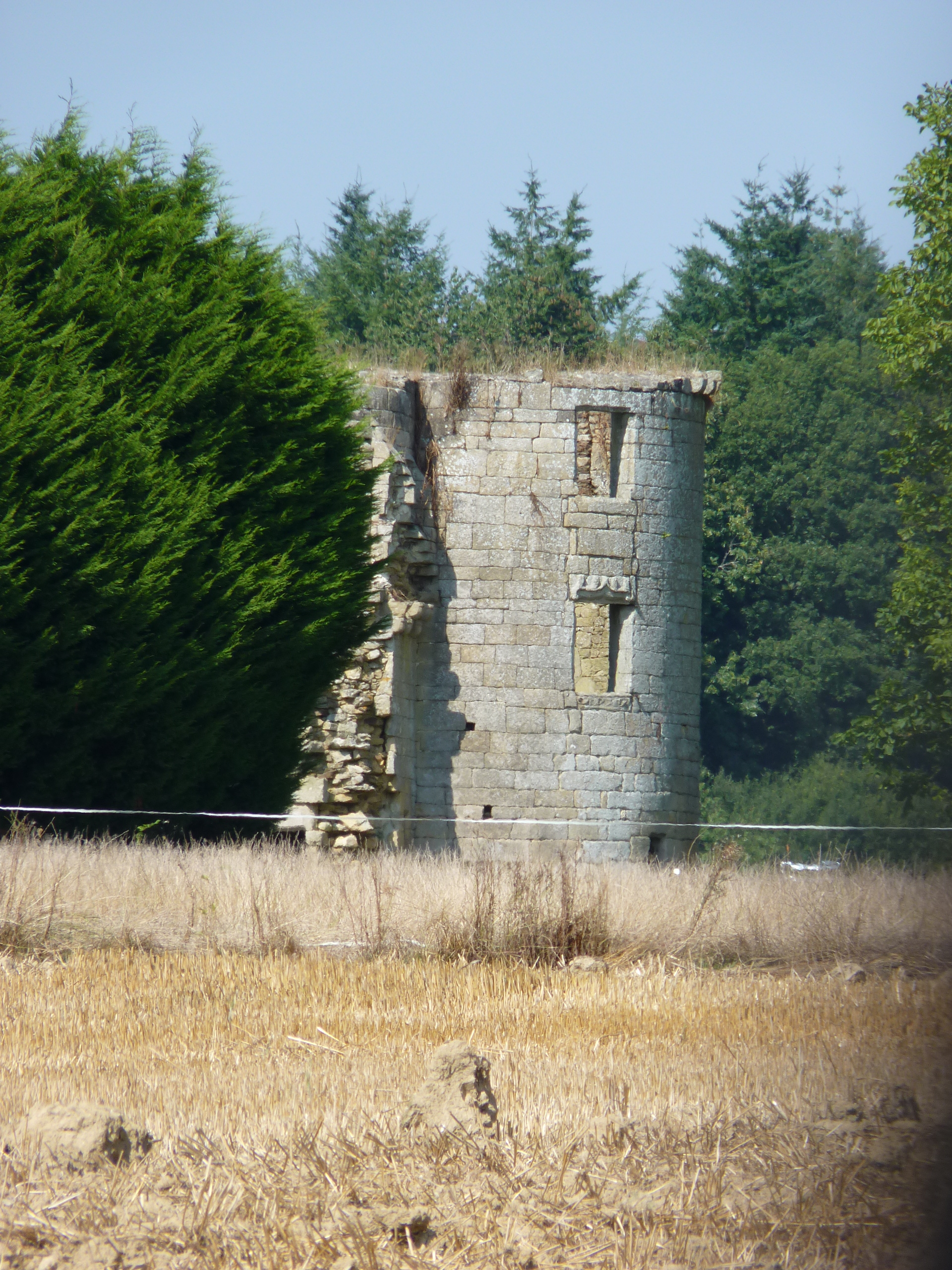
Ruine du château d'Yvignac.

Autres sites et monuments :
- le château de Kermaria, inscrit à l'inventaire supplémentaire des monuments historiques[33] ;
- l'if millénaire[34] ;
- le lavoir et le village de Trélée ;
- le site de Kerneuf ;
- les nombreux chemins de randonnée.

## Personnalités liées à la commune
- Marc Mathurin Leroux (1763-1794), Vicaire de Saint-Malo-de-Phily, prêtre natif d'Aleth Yvignac, martyrisé à Rennes en 1793, puis guillotiné dans la même ville, le 6 octobre 1794 en compagnie d'autres prêtres.
- Olivier Maillard (1430-1502), moine franciscain, prédicateur.
- François Côme Damien Allain (1743 à Yvignac - 1809 à Vannes), député.
- Efim Etkind (1918-1999), linguiste, écrivain et théoricien de la langue russe, enterré à Yvignac-la-Tour.

## Jumelages
Ivenack (Allemagne) (Mecklenburg-Vorpommern)

## Équipements
La ville d'Yvignac-la-Tour est équipée d'un terrain multisports.